# Салско-Маничко възвишение
Салско-Маничкото възвишение или Салско-Маничкият рид (на руски: Сальско-Манычская гряда) е ниско рисово възвишение в южната част на Източноевропейската равнина, простиращо се на територията на Ростовска област и частично в Република Калмикия в Русия. Простира се от запад-северозапад на изток-югоизток на протежение около 240 km и е вододел между реките Западен Манич и Сал (леви притоци на Дон). Най-висока точка 221 m (46°22′44″ с. ш. 43°48′43″ и. д. / 46.378889° с. ш. 43.811944° и. д.), разположена в най-източната му част, северозападно от село Богородское, Ростовска област. На изток се свързва с възвишението Ергени. Изградено е от рохкави пясъчно-глинести наслаги с мощност до 50 m, разположени върху пъстроцветни скитски глини. Под тях лежат погребани алувиално-делувиални пясъчници с долно- и средноплиоценска възраст. Склоновете на възвишението са асиметрични. Северните, обърнати към долината на река Сал са полегати, а южните, обърнати към река Манич – стръмни и дълбоко набраздени от оврази и долове. От него водят началото си няколко леви притока на река Сал (тя също извира от най-източнатау част) – Голям и Малък Гашун, Куберле, Голяма Куберле и др.